# Giro d'Italia 1977
60. ročník cyklistického závodu Giro d'Italia se konal od 20. května do 13. června 1977. Vítězem se stal Belgičan Michel Pollentier z týmu Flandria. Druhé a třetí místo obsadili Italové Francesco Moser (Sanson) a Gianbattista Baronchelli (Scic).
Moser také vyhrál bodovací soutěž, vrchařskou soutěž vyhrál Španěl Faustino Fernandez Ovies a Ital Mario Beccia se stal nejlepším mladým jezdcem.

## Týmy
Celkem 14 týmů bylo pozváno na Giro d'Italia 1977. Každý tým nastoupil s 10 jezdci, celkem startovalo 140 jezdců. Do cíle v Miláně se dostalo 121 jezdců.
Týmy, které se zúčastnily závodu, byly:
- Bianchi–Campagnolo
- Brooklyn
- Fiorella–Mocassini
- Flandria–Velda–Latina Assicurazioni
- G.B.C.–Itla
- Jolly Ceramica
- Kas–Campagnolo
- Magniflex–Torpado
- Sanson
- Scic
- Selle Royal–Contour
- Teka
- Vibor
- Zonca–Santini

## Favorité před závodem
Na start se postavil obhájce vítězství, Felice Gimondi. Ten byl společně s Freddym Maertensem a Gianbattistou Baronchellim považován za hlavní favority na celkové vítězství v závodu.

## Trasa a etapy
Kompletní trasa byla zveřejněna 19. února 1977.
| Etapa | Datum      | Trasa                                             | Vzdálenost    | Typ           | Typ                  | Vítěz                          |               |
| ----- | ---------- | ------------------------------------------------- | ------------- | ------------- | -------------------- | ------------------------------ | ------------- |
| P     | 20. května | Bacoli - Monte di Procida                         | 7 km          |               | Individuální časovka | Freddy Maertens (BEL)          |               |
| 1     | 21. května | Lago Miseno - Avellino                            | 159 km        |               | Rovinatá etapa       | Freddy Maertens (BEL)          |               |
| 2a    | 22. května | Avellino - Foggia                                 | 118 km        |               | Rovinatá etapa       | Rik Van Linden (BEL)           |               |
| 2b    | 22. května | Foggia - Foggia                                   | 65 km         |               | Rovinatá etapa       | Luciano Borgognoni (ITA)       |               |
| 3     | 23. května | Foggia - Isernia                                  | 166 km        |               | Rovinatá etapa       | Simone Fraccaro (ITA)          |               |
| 4     | 24. května | Isernia - Pescara                                 | 228 km        |               | Rovinatá etapa       | Freddy Maertens (BEL)          |               |
| 5     | 25. května | Pescara - Monteluco di Spoleto                    | 215 km        |               | Horská etapa         | Mario Beccia (ITA)             |               |
| 6a    | 26. května | Spoleto - Gabicce Mare                            | 185 km        |               | Rovinatá etapa       | Freddy Maertens (BEL)          |               |
| 6b    | 26. května | Gabicce Mare - Gabicce Mare                       | 70 km         |               | Rovinatá etapa       | Freddy Maertens (BEL)          |               |
| 7     | 27. května | Gabicce Mare - Forlì                              | 163 km        |               | Horská etapa         | Freddy Maertens (BEL)          |               |
| 8a    | 28. května | Forlì - Circuito del Mugello                      | 103 km        |               | Horská etapa         | Freddy Maertens (BEL)          |               |
| 8b    | 28. května | Circuito del Mugello - Circuito del Mugello       | 79 km         |               | Rovinatá etapa       | Marino Basso (ITA)             |               |
| 9     | 29. května | Lucca - Pisa                                      | 25 km         |               | Individuální časovka | Knut Knudsen (NOR)             |               |
| 10    | 30. května | Pisa - Salsomaggiore Terme                        | 205 km        |               | Horská etapa         | Giacinto Santambrogio (ITA)    |               |
| 11    | 31. května | Salsomaggiore Terme - Santa Margherita Ligure     | 198 km        |               | Horská etapa         | Claudio Bortolotto (ITA)       |               |
|       | 1. června  | Den odpočinku                                     | Den odpočinku | Den odpočinku | Den odpočinku        | Den odpočinku                  | Den odpočinku |
| 12    | 2. června  | Santa Margherita Ligure - San Giacomo di Roburent | 160 km        |               | Horská etapa         | Wilmo Francioni (ITA)          |               |
| 13    | 3. června  | Mondovì - Varzi                                   | 192 km        |               | Horská etapa         | Giancarlo Tartoni (ITA)        |               |
| 14    | 4. června  | Voghera - Vicenza                                 | 247 km        |               | Rovinatá etapa       | Marc Demeyer (BEL)             |               |
| 15    | 5. června  | Vicenza - Trieste                                 | 223 km        |               | Rovinatá etapa       | Ercole Gualazzini (ITA)        |               |
| 16a   | 6. června  | Trieste - Gemona del Friuli                       | 107 km        |               | Rovinatá etapa       | Marc Demeyer (BEL)             |               |
| 16b   | 6. června  | Gemona del Friuli - Conegliano                    | 116 km        |               | Rovinatá etapa       | Pierino Gavazzi (ITA)          |               |
| 17    | 7. června  | Conegliano - Cortina d'Ampezzo                    | 220 km        |               | Horská etapa s)      | Giuseppe Perletto (ITA)        |               |
| 18    | 8. června  | Cortina d'Ampezzo - Pinzolo                       | 223 km        |               | Horská etapa         | Gianbattista Baronchelli (ITA) |               |
| 19    | 9. června  | Pinzolo - San Pellegrino Terme                    | 205 km        |               | Horská etapa         | Renato Laghi (ITA)             |               |
| 20    | 10. června | San Pellegrino Terme - Varese                     | 138 km        |               | Rovinatá etapa       | Wilmo Francioni (ITA)          |               |
| 21    | 11. června | Binago - Binago                                   | 29 km         |               | Individuální časovka | Michel Pollentier (BEL)        |               |
| 22    | 12. června | Milán - Milán                                     | 122 km        |               | Rovinatá etapa       | Luciano Borgognoni (ITA)       |               |
|       | Celkem     | Celkem                                            | 3968 km       | 3968 km       | 3968 km              | 3968 km                        | 3968 km       |

## Shrnutí závodu
Vítězem prologu se stal Belgičan Freddy Maertens, jenž měsíc před Girem vyhrál Vueltu a España. Maertens předvedl dominantní výkon, kdy vyhrál 7 z prvních 11 etap závodu, bohužel však musel odstoupit po nehodě v etapě 8b.
Francesco Moser převzal od Maertense růžový trikot pro lídra závodu, a zůstal v něm až do horské 17. etapy, která skončila v Cortině d'Ampezzo. V ní se do růžové oblékl Belgičan Michel Pollentier, jenž měl na Mosera náskok 3 sekundy. Během následujících etap tento náskok zvýšil na 2 minuty a v závěrečné časovce na něj získal dalších 30 sekund, čímž si zajistil celkový triumf na Giru.

## Průběžné pořadí
| Etapa          | Vítěz                    | Celkové pořadí ·  | Bodovací soutěž · | Vrchařská soutěž ·                      | Soutěž mladých jezdců | Soutěž týmů |
| -------------- | ------------------------ | ----------------- | ----------------- | --------------------------------------- | --------------------- | ----------- |
| P              | Freddy Maertens          | Freddy Maertens   | Freddy Maertens   | neuděleno                               | neuděleno             | Flandria    |
| 1              | Freddy Maertens          | Freddy Maertens   | Freddy Maertens   | neuděleno                               | ?                     | Flandria    |
| 2a             | Rik Van Linden           | Freddy Maertens   | Freddy Maertens   | neuděleno                               | ?                     | Flandria    |
| 2b             | Luciano Borgognoni       | Freddy Maertens   | Freddy Maertens   | neuděleno                               | ?                     | Flandria    |
| 3              | Simone Fraccaro          | Freddy Maertens   | Freddy Maertens   | neuděleno                               | ?                     | Flandria    |
| 4              | Freddy Maertens          | Freddy Maertens   | Freddy Maertens   | neuděleno                               | ?                     | Flandria    |
| 5              | Mario Beccia             | Francesco Moser   | Freddy Maertens   | Mario Beccia a Faustino Fernandez Ovies | ?                     | Flandria    |
| 6a             | Freddy Maertens          | Francesco Moser   | Freddy Maertens   | Mario Beccia a Faustino Fernandez Ovies | Mario Beccia          | Flandria    |
| 6b             | Freddy Maertens          | Francesco Moser   | Freddy Maertens   | Mario Beccia a Faustino Fernandez Ovies | Mario Beccia          | Flandria    |
| 7              | Freddy Maertens          | Francesco Moser   | Freddy Maertens   | Faustino Fernandez Ovies                | Mario Beccia          | Flandria    |
| 8a             | Freddy Maertens          | Francesco Moser   | Freddy Maertens   | Faustino Fernandez Ovies                | Mario Beccia          | Flandria    |
| 8b             | Marino Basso             | Francesco Moser   | Freddy Maertens   | Faustino Fernandez Ovies                | Mario Beccia          | Flandria    |
| 9              | Knut Knudsen             | Francesco Moser   | Francesco Moser   | Faustino Fernandez Ovies                | Mario Beccia          | Flandria    |
| 10             | Giacinto Santambrogio    | Francesco Moser   | Francesco Moser   | Faustino Fernandez Ovies                | Mario Beccia          | Flandria    |
| 11             | Claudio Bortolotto       | Francesco Moser   | Francesco Moser   | Faustino Fernandez Ovies                | Mario Beccia          | Flandria    |
| 12             | Wilmo Francioni          | Francesco Moser   | Francesco Moser   | Faustino Fernandez Ovies                | Mario Beccia          | Flandria    |
| 13             | Gancarlo Tartoni         | Francesco Moser   | Francesco Moser   | Faustino Fernandez Ovies                | Mario Beccia          | Flandria    |
| 14             | Marc Demeyer             | Francesco Moser   | Francesco Moser   | Faustino Fernandez Ovies                | Mario Beccia          | Flandria    |
| 15             | Ercole Gualazzini        | Francesco Moser   | Francesco Moser   | Faustino Fernandez Ovies                | Mario Beccia          | Flandria    |
| 16a            | Marc Demeyer             | Francesco Moser   | Francesco Moser   | Faustino Fernandez Ovies                | Mario Beccia          | Flandria    |
| 16b            | Pierino Gavazzi          | Francesco Moser   | Francesco Moser   | Faustino Fernandez Ovies                | Mario Beccia          | Flandria    |
| 17             | Giuseppe Perletto        | Michel Pollentier | Francesco Moser   | Faustino Fernandez Ovies                | Mario Beccia          | Flandria    |
| 18             | Gianbattista Baronchelli | Michel Pollentier | Francesco Moser   | Faustino Fernandez Ovies                | Mario Beccia          | Flandria    |
| 19             | Renato Laghi             | Michel Pollentier | Francesco Moser   | Faustino Fernandez Ovies                | Mario Beccia          | Flandria    |
| 20             | Wilmo Francioni          | Michel Pollentier | Francesco Moser   | Faustino Fernandez Ovies                | Mario Beccia          | Flandria    |
| 21             | Michel Pollentier        | Michel Pollentier | Francesco Moser   | Faustino Fernandez Ovies                | Mario Beccia          | Flandria    |
| 22             | Luciano Borgognoni       | Michel Pollentier | Francesco Moser   | Faustino Fernandez Ovies                | Mario Beccia          | Flandria    |
| Konečné pořadí | Konečné pořadí           | Michel Pollentier | Francesco Moser   | Faustino Fernandez Ovies                | Mario Beccia          | Flandria    |

## Konečné pořadí
| Legenda | Legenda                        | Legenda | Legenda                         |
| ------- | ------------------------------ | ------- | ------------------------------- |
|         | Značí vítěze celkového pořadí. |         | Značí vítěze vrchařské soutěže. |
|         | Značí vítěze bodovací soutěže. |         |                                 |

### Celkové pořadí
| Pořadí | Jezdec                         | Tým                                 | Čas          |
| ------ | ------------------------------ | ----------------------------------- | ------------ |
| 1      | Michel Pollentier (BEL)        | Flandria–Velda–Latina Assicurazioni | 107h 27' 16" |
| 2      | Francesco Moser (ITA)          | Sanson                              | + 2' 32"     |
| 3      | Gianbattista Baronchelli (ITA) | Scic                                | + 4' 02"     |
| 4      | Alfio Vandi (ITA)              | Magniflex                           | + 7' 50"     |
| 5      | Wladimiro Panizza (ITA)        | Scic                                | + 7' 56"     |
| 6      | Ronald De Witte (BEL)          | Brooklyn                            | + 10' 04"    |
| 7      | Walter Riccomi (ITA)           | Scic                                | + 12' 28"    |
| 8      | Claudio Bortolotto (ITA)       | Sanson                              | + 13' 41"    |
| 9      | Mario Beccia (ITA)             | Sanson                              | + 13' 48"    |
| 10     | Wilmo Francioni (ITA)          | Magniflex                           | + 16' 11"    |

### Bodovací soutěž
| Pořadí | Jezdec                         | Tým                                 | Body |
| ------ | ------------------------------ | ----------------------------------- | ---- |
| 1      | Francesco Moser (ITA)          | Sanson                              | 225  |
| 2      | Pierino Gavazzi (ITA)          | Scic                                | 183  |
| 3      | Luciano Borgognoni (ITA)       | Scic                                | 183  |
| 4      | Michel Pollentier (BEL)        | Flandria–Velda–Latina Assicurazioni | 153  |
| 5      | Wilmo Francioni (ITA)          | Magniflex                           | 143  |
| 6      | Marc Demeyer (BEL)             | Flandria–Velda–Latina Assicurazioni | 141  |
| 7      | Enrico Paolini (ITA)           | Scic                                | 133  |
| 8      | Gianbattista Baronchelli (ITA) | Scic                                | 123  |
| 9      | Miguel María Lasa (ESP)        | Teka                                | 105  |
| 9      | Aldo Parecchini (ITA)          | Brooklyn                            | 105  |

### Vrchařská soutěž
| Pořadí | Jezdec                         | Tým                                 | Body |
| ------ | ------------------------------ | ----------------------------------- | ---- |
| 1      | Faustino Fernandez Ovies (ESP) | Kas–Campagnolo                      | 675  |
| 2      | Ueli Sutter (SUI)              | Zonca–Santini                       | 490  |
| 3      | Michel Pollentier (BEL)        | Flandria–Velda–Latina Assicurazioni | 340  |
| 4      | Mario Beccia (ITA)             | Sanson                              | 220  |
| 5      | Renato Laghi (ITA)             | Vibor                               | 195  |
| 6      | Gianbattista Baronchelli (ITA) | Scic                                | 175  |
| 7      | Alfio Vandi (ITA)              | Magniflex                           | 120  |
| 8      | Giuseppe Perletto (ITA)        | Perletto                            | 110  |
| 8      | José-Luis Viejo (ESP)          | Kas–Campagnolo                      | 110  |
| 10     | Wladimiro Panizza (ITA)        | Scic                                | 100  |

### Soutěž mladých jezdců
| Pořadí | Jezdec                   | Tým                | Čas          |
| ------ | ------------------------ | ------------------ | ------------ |
| 1      | Mario Beccia (ITA)       | Sanson             | 107h 41' 04" |
| 2      | Vittorio Algeri (ITA)    | G.B.C.–Itla        | + 7' 34"     |
| 3      | Amilcare Sgalbazzi (ITA) | Jolly Ceramica     | + 11' 27"    |
| 4      | Bernt Johansson (SWE)    | Fiorella–Mocassini | + 14' 13"    |
| 5      | Carmelo Barone (ITA)     | Fiorella           | + 21' 28"    |

### Soutěž Campionato delle Regioni
| Pořadí | Jezdec                      | Tým                | Body |
| ------ | --------------------------- | ------------------ | ---- |
| 1      | Wilmo Francioni (ITA)       | Magniflex–Torpado  | 37   |
| 2      | Gianfranco Foresti (ITA)    | Scic               | 12   |
| 3      | Giacinto Santambrogio (ITA) | Bianchi–Campagnolo | 10   |
| 4      | Aldo Parecchini (ITA)       | Brooklyn           | 10   |
| 5      | Pietro Algeri (ITA)         | G.B.C.–Itla        | 8    |
| 5      | Claudio Bortolotto (ITA)    | Sanson             | 8    |
| 5      | Marcello Osler (ITA)        | Brooklyn           | 8    |
| 8      | Bruno Zanoni (ITA)          | G.B.C.–Itla        | 6    |

### Soutěž Traguardo Fiat 127
| Pořadí | Jezdec                         | Tým                 | Body |
| ------ | ------------------------------ | ------------------- | ---- |
| 1      | Jesús Suárez Cueva (ESP)       | Teka                | 33   |
| 2      | Domingo Perurena (ESP)         | Kas–Campagnolo      | 26   |
| 3      | Adriano Pella (ITA)            | Selle Royal–Contour | 18   |
| 4      | Gianbattista Baronchelli (ITA) | Scic                | 3    |
| 4      | Aldo Donadello (ITA)           | Sanson              | 3    |
| 4      | Miguel María Lasa (ESP)        | Teka                | 3    |
| 4      | Wladimiro Panizza (ITA)        | Scic                | 3    |
| 4      | Aldo Parecchini (ITA)          | Brooklyn            | 3    |
| 4      | Alfio Vandi (ITA)              | Magniflex–Torpado   | 3    |

### Soutěž týmů
| Pořadí | Tým                                 | Body  |
| ------ | ----------------------------------- | ----- |
| 1      | Flandria–Velda–Latina Assicurazioni | 11886 |
| 2      | Sanson                              | 11078 |
| 3      | Scic                                | 7154  |
| 4      | Fiorella–Mocassini                  | 5633  |
| 5      | Jolly Ceramica                      | 4558  |
| 6      | Vibor                               | 3443  |
| 7      | Bianchi–Campagnolo                  | 3362  |
| 8      | Brooklyn                            | 3209  |
| 9      | Selle Royal–Contour                 | 3184  |
| 10     | Kas–Campagnolo                      | 3070  |